# Pręcik
Precik war ein polnisches  Längenmaß und das Rutchen, das heißt die kleine Rute. Das Maß wurde als Feldmaß verwendet.
- 1 Pręcik = 10 Ławka = 18 Cal = 216 Linien = 191 ½ Pariser Linien = 432 Millimetrow/Millimeter
- 10 Precikow = 1 Pret/Rute
- 100 Precikow  = 1 Sznur

Die Maßkette war ab der Rute
- 1 Pręt = 7,5 Łokieć = 10 Pręcik/Rutchen = 100 Ławka = 180 Cal = 2.160 Linia/Linien